# 沖積河流
沖積河流（英語：alluvial river）是指河床和河岸由流動的沉積物、土壤及水流構成的河流。沖積河流經由較強的堆積作用形成，有河道寬、流速慢的特性。它們的渠道是由水的侵蝕、搬運和沉積所造成的，沖積河道的堆積尤其明顯，沖積河可能的形成因素如：河漫灘、沖積扇、河階等
。
由於河水流量、坡度、沉積物供應和河岸物質的差異，沖積河道呈現多種形式，包括直流、灣流、曲流、和辮狀河等。由於沉積物和水流很少在地表均勻分佈，因此直流在自然界中相對較少，灣流和曲流較多。辮狀河多在寬闊的下游或平原，堆積作用明顯。當河流至緩坡處，流速減低造成沉積物大量堆積。形成沖積河流，因此，沖積河道多見於河流下游。